# Pseudocrossotus enricoi
Pseudocrossotus enricoi är en skalbaggsart som beskrevs av Stefan von Breuning 1978. Pseudocrossotus enricoi ingår i släktet Pseudocrossotus och familjen långhorningar. Inga underarter finns listade i Catalogue of Life.